# Ho-kwang Mao

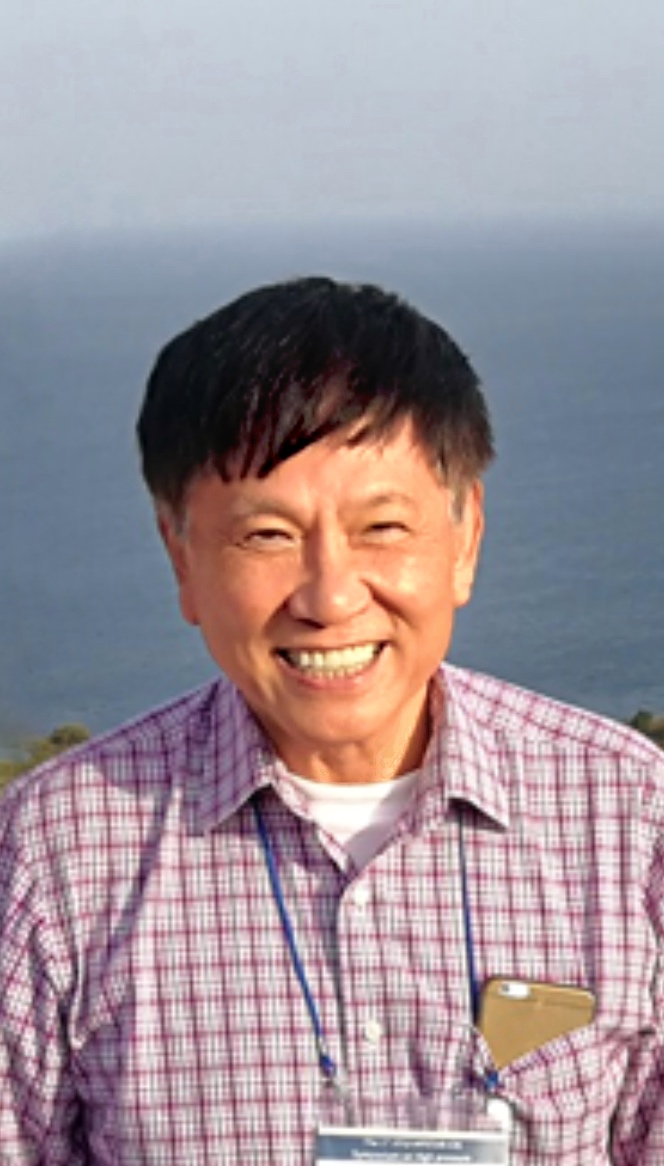
Ho-kwang Mao, 2017

Ho-kwang Mao, genannt Dave, (* 18. Juni 1941 in Shanghai) ist ein aus China stammender US-amerikanischer Geowissenschaftler.

## Familie und Ausbildung
Sein Vater war Mao Sen, Generalleutnant und Geheimdienstoffizier Chiang Kai-sheks. Mao zog mit sieben Jahren mit seiner Familie nach Taiwan und studierte an der Staatlichen Universität Taiwan bis zu seinem  Bachelor-Abschluss 1963. Danach ging er an die University of Rochester in den USA, wo er 1966 seinen Master-Abschluss machte und 1968 promoviert wurde.

## Forschung
Im Anschluss wechselte er ans Geophysik-Labor der Carnegie Institution in Washington, D.C. Dort blieb er den Rest seiner Karriere. Mao ist bekannt für die Entwicklung hoher Drücke mit Diamantstempelzellen. Für mineralogische Untersuchungen simulierte er damit Bedingungen, wie sie im Erdinnern herrschen. Er war der Erste, der mit Diamantstempelzellen Drücke über 1 Megabar erreichte.
Mit Russell J. Hemley erweiterte er schrittweise den Druckbereich der Diamantstempelzellen bis zu Drücken im Erdkern (etwa 1986 erreicht) und darüber und untersuchte das Verhalten von Wasserstoff bei hohen Drucken.

## Ehrungen und Mitgliedschaften
1990 erhielt er den Arthur-L.-Day-Preis, 2007 die Inge Lehmann Medal der American Geophysical Union, 2005 die Roebling Medal der Mineralogical Society of America, den Balzan-Preis für Mineralphysik (mit Russell J. Hemley) und den Gregori Aminoff Preis der Königlich Schwedischen Akademie der Wissenschaften.
Er ist Mitglied der National Academy of Sciences (1993), der Academia Sinica (1994), der Royal Society (2008) und der Chinesischen Akademie der Wissenschaften (1996). Er ist Fellow der Geochemical Society, der American Physical Society, der American Geophysical Union, der Mineralogical Society of America.
Ein in einem aus der Orapa-Mine in Botswana stammenden Diamanten entdecktes Mineral aus der Gruppe der Calcium-Silikat-Perowskite wurde 2021 ihm zu Ehren Davemaoit benannt.